# Крафт, Кристофер (инженер)
Кристофер Коламбус Крафт-младший (англ. Christopher Columbus Kraft Jr.) — американский аэрокосмический инженер, сотрудник НАСА, сыгравший важную роль в создании Центра управления полётами агентства и формировании его организации и культуры. Его протеже Глинн Ланни в 1998 году сказал, что «…сегодня Центр управления полётами является отражением идей Криса Крафта».
После окончания в 1944 году Вирджинского политехнического института и университета штата со степенью в области авиационной техники Крис Крафт был принят на работу в Национальный консультативный комитет по воздухоплаванию, предшественник НАСА. Более десяти лет занимался исследованиями в области аэронавтики, а в 1958 году был включён в Космическую целевую группу — небольшую команду, которой было поручено подготовить первый полёт американского астронавта в космос.
Назначенный в отдел управления полётами, Крафт стал первым руководителем полётов НАСА. Он руководил первым пилотируемым полётом американской космической программы, её первым орбитальным пилотируемым полётом и первым полётом с выходом астронавта в открытый космос. Ушёл с этой должности с началом программы «Аполлон», чтобы сосредоточиться на планировании и руководстве программой полёта на Луну. В 1972 году стал директором Центра по разработке пилотируемых космических кораблей (впоследствии Космический центр имени Линдона Джонсона) и занимал эту должность до 1982 года.
Позже работал консультантом для таких компаний, как IBM и Rockwell International. В 1994 году был назначен руководителем комиссии по повышению рентабельности программы полётов космических челноков. Вызвавший критику отчет комиссии, известный как отчёт Крафта, рекомендовал передать операции программы частным подрядчикам, а также отменить направленные на повышение безопасности организационные изменения, введённые после катастрофы шаттла «Челленджер». Эти рекомендации вызвали ещё большую критику после катастрофы шаттла «Колумбия».
В 2001 году опубликовал автобиографию «Полёт: моя жизнь в управлении полётами». В 2011 году в его честь названо здание Центра управления полётами в Хьюстоне.